# عشق بی‌گناه
«عشق بی‌گناه» (به انگلیسی: Innocent Love)  تک‌آهنگی از هنرمند اهل آلمان ساندرا کرتو است که در سال ۱۹۸۶ میلادی منتشر شد.